# Ranaka
Ranaka è un villaggio del Botswana situato nel distretto Meridionale, sottodistretto di Ngwaketse. Il villaggio, secondo il censimento del 2011, conta 2.409 abitanti.

## Località
Nel territorio del villaggio sono presenti le seguenti 14 località:
- Dinogeng di 114 abitanti,
- Gakgobolo di 28 abitanti,
- Kgamagadi di 4 abitanti,
- Kgokgole di 25 abitanti,
- Lohatlheng di 5 abitanti,
- Lohawe di 8 abitanti,
- Lonatong di 30 abitanti,
- Mmabokgale di 3 abitanti,
- Mmadigetwane,
- Mmadinonyane di 12 abitanti,
- Momare di 28 abitanti,
- Rakgokgonyane di 20 abitanti,
- Tsitlane di 12 abitanti,
- Tsonye di 70 abitanti